# Lac Albanel
Pour les articles homonymes, voir Albanel.
Le lac Albanel est situé à l'est du lac Mistassini et couvre une superficie totale d'approximativement 445 km2. Il est situé dans le Nord-du-Québec, dans le territoire équivalent de la Jamésie. La route 167 s'achève en bordure de ce lac.
Il est entièrement compris dans la réserve faunique des Lacs-Albanel-Mistassini-et-Waconichi.

## Étymologie

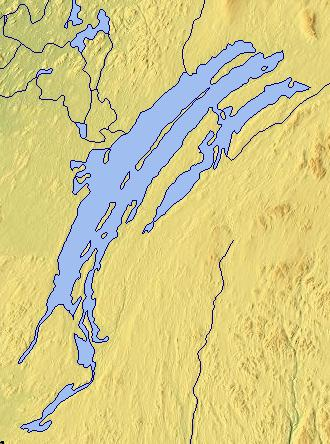
Mistassini et Albanel.

Le lac Albanel est nommé en l'honneur de Charles Albanel qui le découvrit en 1672. « En 1910, la Commission de géographie du Canada restitua le nom Lac Albanel à la grande nappe d'eau parallèle au lac Mistassini en remplacement du nom Petit lac Mistassini. La Commission de géographie, l'actuelle Commission de toponymie confirma cette décision, en 1915. »

## Géographie
Les principaux versant hydrographiques voisins du lac Albanel sont :
- côté Nord : lac Mistassini, rivière Chéno, rivière Pépeshquasati, rivière Neilson (rivière Pépeshquasati), rivière Wabissinane (ancien nom : "rivière Sépanakosipi") ;
- côté Est : rivière Témiscamie, rivière Chalifour, rivière Perdue (rivière Témiscamie), lac Témiscamie ;
- côté Sud : rivière Chalifour, rivière Nestaocano ;
- côté Ouest : lac Mistassini, rivière Rupert, rivière Wabissinane.

## Principales îles
Rive nord-ouest (à partir de l'embouchure du lac)
- Île Dorval,
- Île Pauli,
- Île Rafinesque,
- Île de la Sarracénie,
- Île Wahl,
- Île Richardson,
- Île Chicapio,
- Île Jacques-Cornut,

Rive sud-est (à partir du nord)
(aucune île)
Partie centrale du lac
- Îlot des Algues,
- Île le Pallieur,
- Île des Cèdres,
- Île Cooper,

Partie sud du lac
- Île Arnaud,
- Île Nantais,
- Île Michel-Laplante.

## Presqu'îles, caps et baies
Rive nord-ouest
(à partir de l'embouchure du lac)
- Pointe Fletcher,
- Pointe Raphaël,
- Pointe de la Doradille,
- Pointe des Génevriers,
- Baie Jeffrey,
- Pointe du Myrica,
- Baie des Trembles Courbés,
- Anse La Galissonnière

Rive sud-est
(du nord vers le dud)
- Lac des Potamots
- Pointe Canso,
- Baie du Canso,
- Pointe de l'Esker,
- Baie Lowther,
- Pointe de l'Affleurement,
- Presqu'île Albanel
- Pointe Rolland-Germain,
- Presqu'île Chébamonkoue,
- Presqu'île Michel-Laure,
- Détroit Opapouchka,
- Pointe du Fer,
- Baie du Sable Noir,

Rive sud-ouest du lac
(du sud vers le nord, jusqu'à l'embouchure)
- Passe Kaupach Kaachiitikwaatistanuch,
- Baie des Pieds Brûlants,
- Baie Mistassiniis,
- Pointe du Bois Lumineux,
- Pointe des Séneçons,
- Pointe de l'Épinette Couchée,
- Pointe des Aulnaies,
- Presqu'île de la Table Calcaire,
- Pointe des Liards,
- Détroit Opapouchka,
- Baie de l'Eau Changeante,
- Presqu'île Saint-Ambroise,
- Presqu'île Silvy,
- Pointe de Mistassini,

## Routes d'accès
Le secteur Est du lac Mistassini (incluant le village de Mistissini (municipalité de village cri) et le hameau Rivière-Chalifour) est accessible à partir de Chibougamau par la route 167. Cette route remonte vers le nord jusqu'à la rive est du lac Albanel. Quelques routes forestières secondaires se branchent à cette route principale.